# Ceradenia capilaris
Ceradenia capilaris é uma espécie de planta do gênero Ceradenia e da família Polypodiaceae.

## Conservação
A espécie faz parte da Lista Vermelha das espécies ameaçadas do estado do Espírito Santo, no sudeste do Brasil. A lista foi publicada em 13 de junho de 2005 por intermédio do decreto estadual nº 1.499-R.